# Victor Vlad Delamarina
Victor Vlad Delamarina (Satu Mic, 31 agosto 1870 – Satu Mic, 15 maggio 1896) è stato un poeta romeno.
Victor Vlad Delamarina, figlio di un pretore, visse la sua infanzia nel comune che oggi porta il suo nome e, dopo la morte del padre, avvenuta quando aveva dodici anni, non seguì la madre ed i fratelli a Bucarest, ma rimase per altri due anni a completare le scuole a Lugoj, sotto le cure di alcuni parenti materni. Già all'epoca della scuola aveva iniziato ad interessarsi alla poesia ed alla pittura, ma la sua aspirazione era quella di avviarsi alla carriera militare, in particolare nella Marina.
Raggiunta la madre a Bucarest, dopo un periodo di frequenza alla Scuola Militare di Craiova, frequenta le scuole superiori a Iași e, tornato a Bucarest, si iscrive alla Scuola Militare Superiore di Bucarest, dove nel luglio 1892 ottiene il grado di ufficiale.
La sua breve carriera di poeta è caratterizzata soprattutto dalle sue composizioni in dialetto del Banato, la prima delle quali viene pubblicata nel 1895 sul giornale di Timișoara Dreptatea. 
Colpito dalla tubercolosi, ottiene un lungo congedo dalla Marina e va a curarsi all'estero, in particolare nei sanatori di Worishofen, Abbazia e Merano.
Nel 1896, sentendosi prossimo alla fine, decide di tornare in patria ma, durante il viaggio verso Bucarest, muore durante una sosta nel suo paese natale, per venire sepolto due giorni dopo nel cimitero di Lugoj.